# Witte engbloem

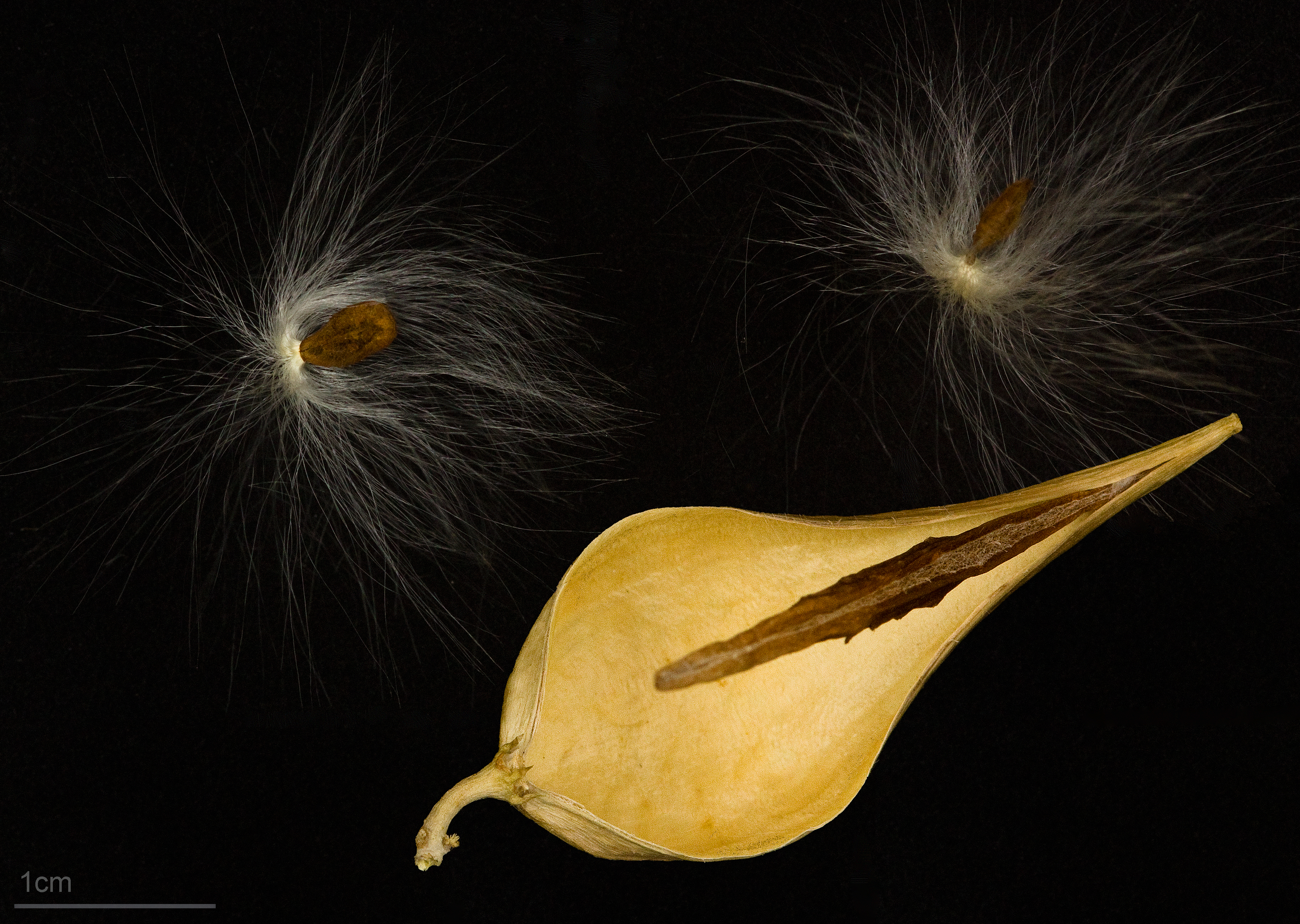
Vrucht en zaden

De witte engbloem (Vincetoxicum hirundinaria, synoniemen: Vincetoxicum album en Cynanchum vincetoxicum) is een zeer giftige plant, die tegenwoordig tot de maagdenpalmfamilie (Apocynaceae) wordt gerekend. Omdat de plant braakneigingen opwekt, is de plant heel vroeger gebruikt als tegengif; vandaar de geslachtsnaam Vincetoxicum. De witte engbloem komt in heel Europa voor. De plant staat op de  Nederlandse Rode lijst van planten als zeer zeldzaam en matig afgenomen. Ook staat de plant op de Belgische Rode lijst van planten als met uitsterven bedreigd. In Nederland komt de plant voor in Zuid-Limburg, naar alle waarschijnlijkheid op de Sint-Pietersberg.
De plant wordt 30-120 cm hoog en heeft gaafrandige, eirond-driehoekige tot lancetvormige bladeren. De bladvoet is hartvormig en de bladsteel 5-10 mm lang. De stengels staan rechtop of hangen aan de top over. In Nederland bloeit de witte engbloem van mei tot augustus met witte bloemen, waarvan de bloemkroon vijfspletig is. In de bloemknop zijn de slippen gedraaid.
De 5-6 cm lange kokervruchten zijn lancetvormig met een spits toelopende top. De zaden zijn voorzien van een haarkuif. Vruchtzetting is in Nederland bij deze soort niet altijd gemakkelijk. Dit is mogelijk een van de oorzaken van de zeldzaamheid van de plant.

## Ecologie
Witte engbloem komt van nature voor in zoomvegetatie op droge, kalkrijke grond. Het gaat vooral om zomen op de grens van grasland en loofstruweel op hellingen (vooral die met een expositie op het zuiden).

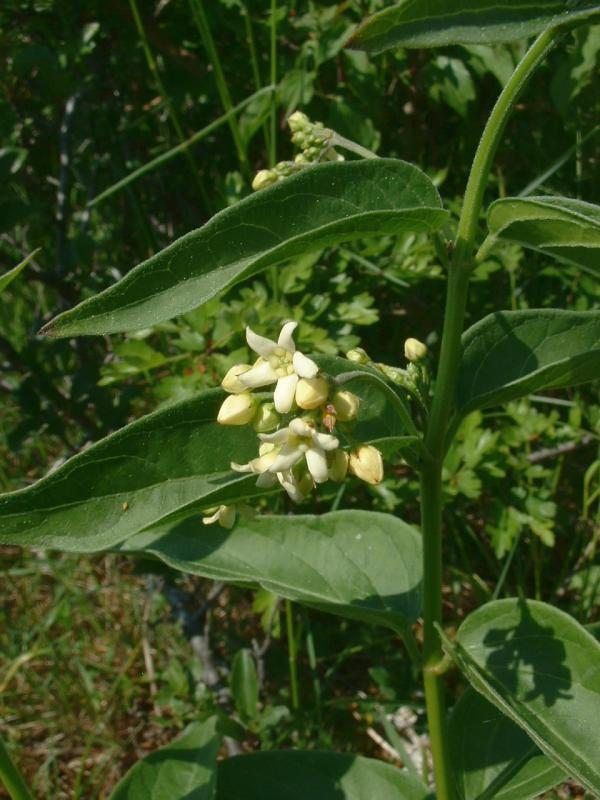
Bloemen